# Metropolitan Atlanta Rapid Transit Authority

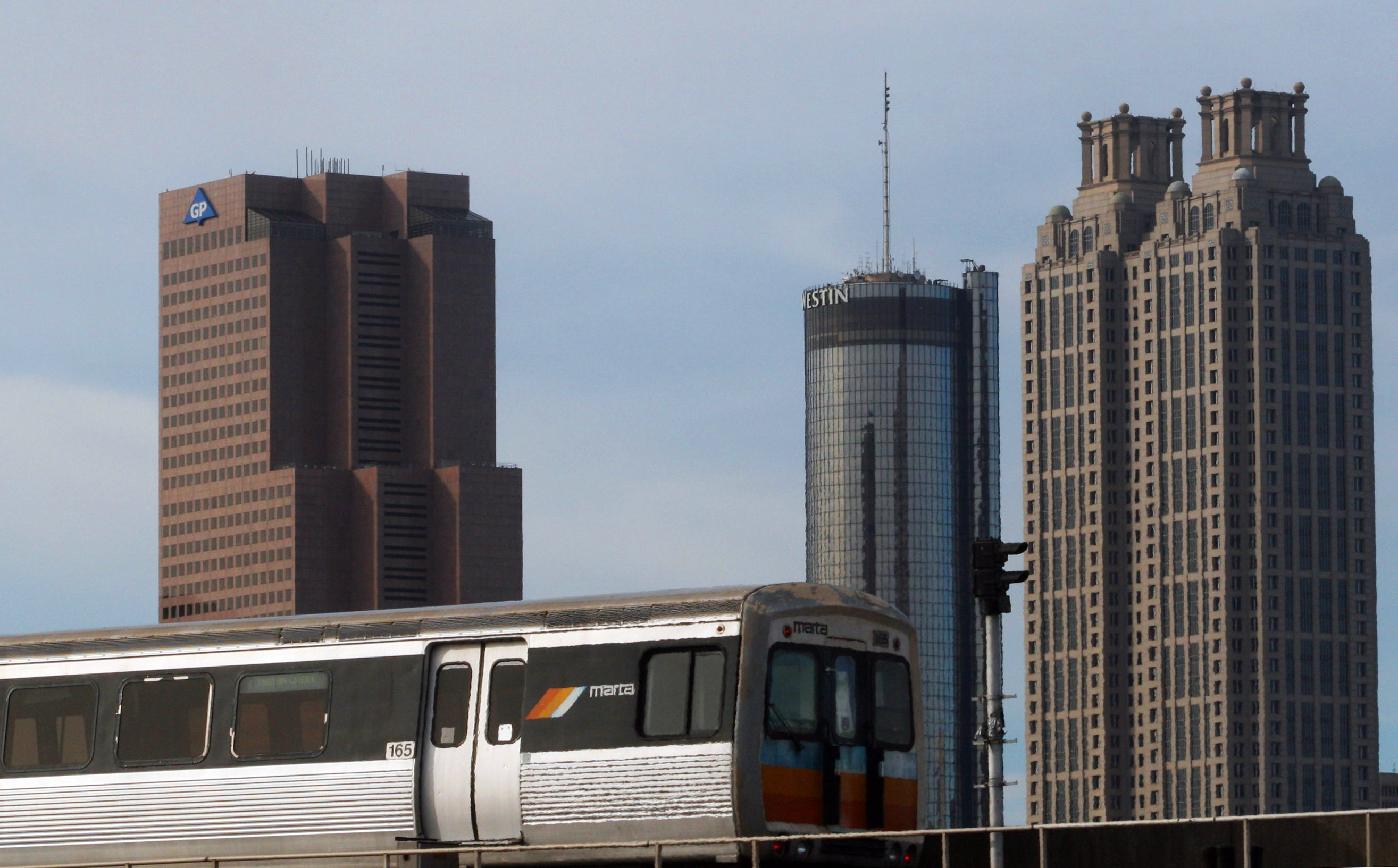
Ein Zug der Marta vor der Skyline von Atlanta

Die Metropolitan Atlanta Rapid Transit Authority oder auch kurz MARTA ist ein großer Nahverkehrsbetrieb in Atlanta, Georgia in den USA. Die MARTA betreibt ein Netzwerk aus Bussen und Schienenverkehr.
Es gibt vier Bahnlinien: Die Blue Line (Indian Creek nach H.E.Holmes, früher: East-West-Line), die Red Line (Airport nach North Springs, früher: North-South-Line), die Gold Line (Airport nach Doraville, früher South-Northeast Line) sowie die Green Line (Bankhead nach Edgewood/Candler Park, früher: Proctor Creek Line). Alle Linien kreuzen sich an der zentralen Station Five Points. Die Red Line zweigt nach der Haltestelle N6 Lindbergh Center von der Strecke der Gold Line ab; die Green Line verlässt nach der Haltestelle W3 Ashby die Strecke der Blue Line.
Die Betriebszeiten der Bahnlinien gehen generell von 5 Uhr morgens bis 1:30 Uhr in der Nacht. Dabei bedient nur die Gold Line nach 20 Uhr (bzw. 21 Uhr an Sonn- und Feiertagen) den kompletten Abschnitt bis zum Flughafen, die Züge der Red Line verkehren danach nur auf dem separaten Streckenteil zwischen North Springs und Lindbergh Center. Die Green Line wird nach 21 Uhr nur zwischen Bankhead und Vine City betrieben.
Da MARTA hauptsächlich zu dem Zweck gebaut wurde, Autopendler zum Umsteigen auf die Schiene zu veranlassen, orientiert sich das Streckennetz stark an den Autobahnen I-285 (Ringautobahn), I-20, I-75 und I-85. An zahlreichen Stationen existieren kostenlose Parkplätze (Park & Ride). Atlantas Fernbahnhof (Atlanta Peachtree Station) ist hingegen nicht an das MARTA-Schienennetz angeschlossen.

## Streckenverlauf, Haltestellenübersicht

MARTA Schienennetz mit Hauptstraßen

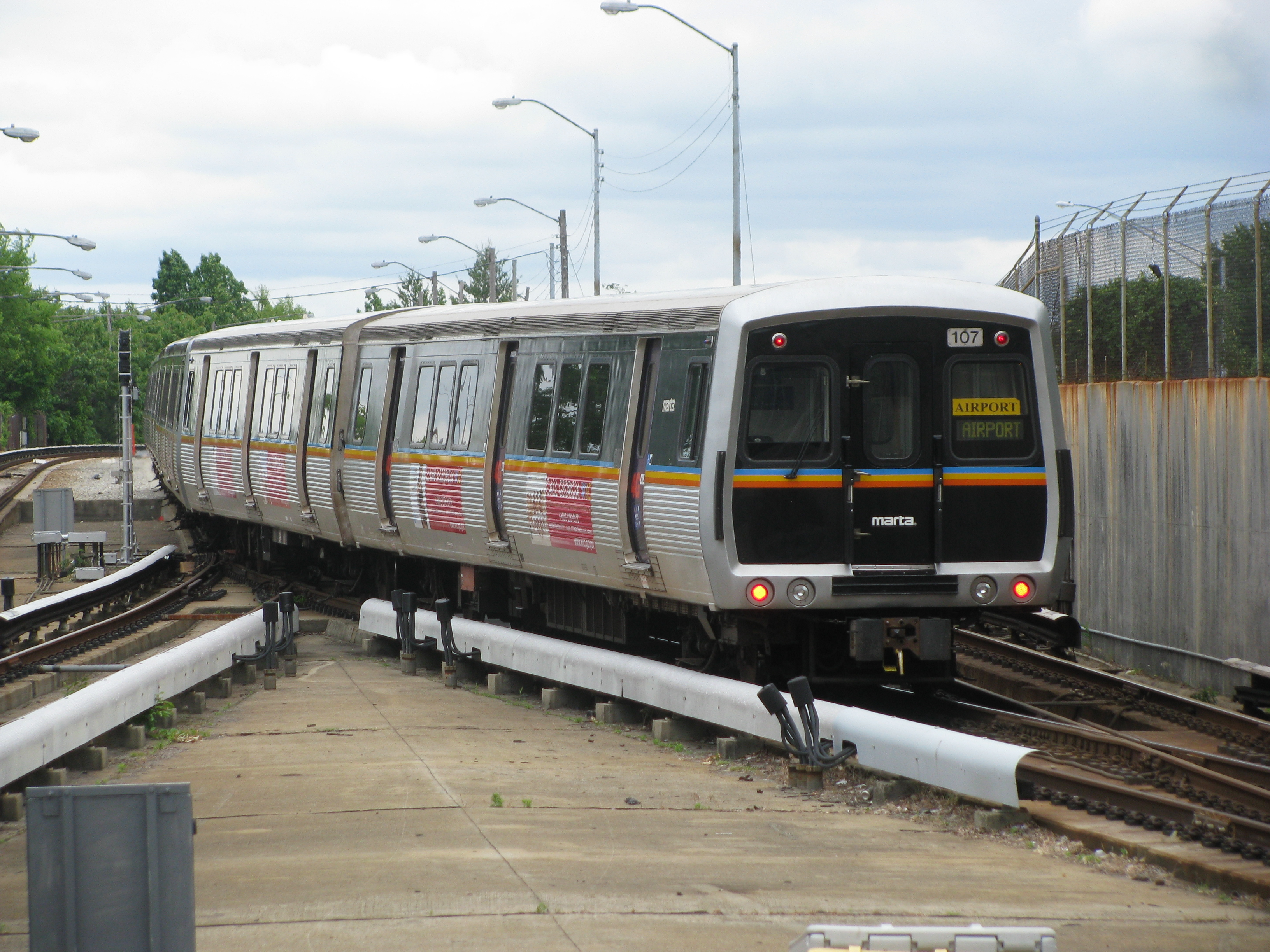
Zug aus Wagen des Typs CQ310

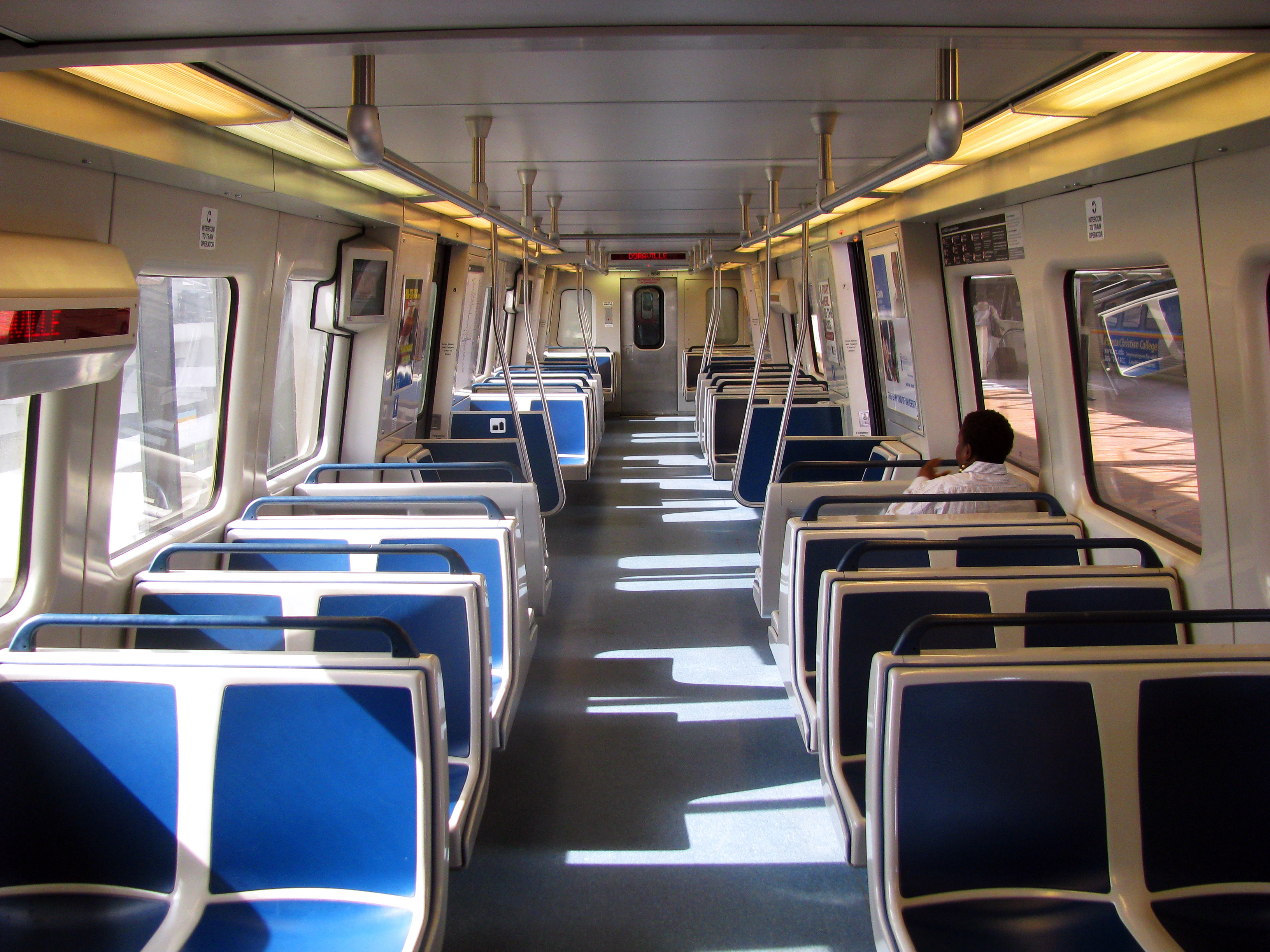
Innenraum des neueren Typs CQ312

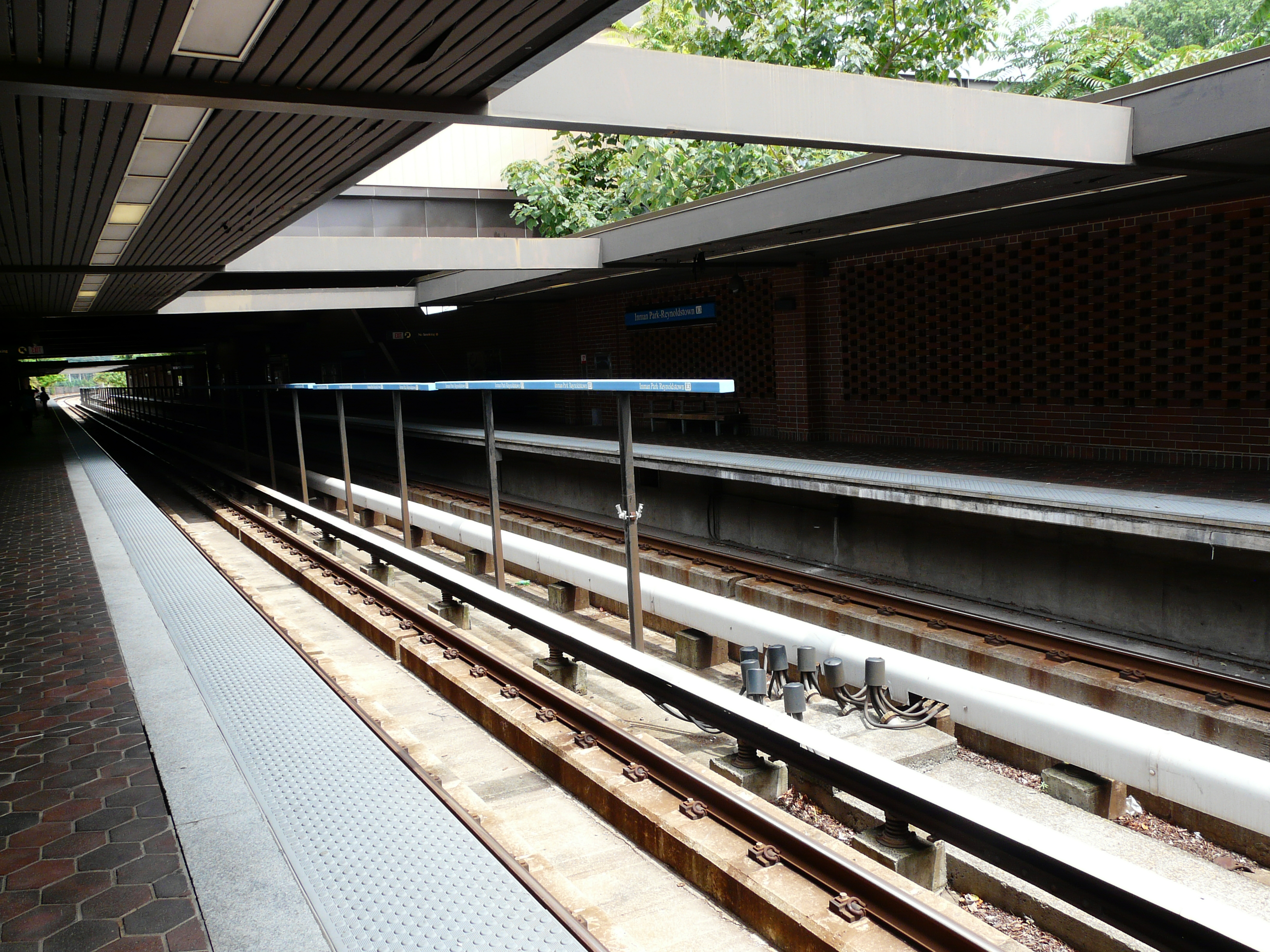
Inman Park-Reynoldstown Station

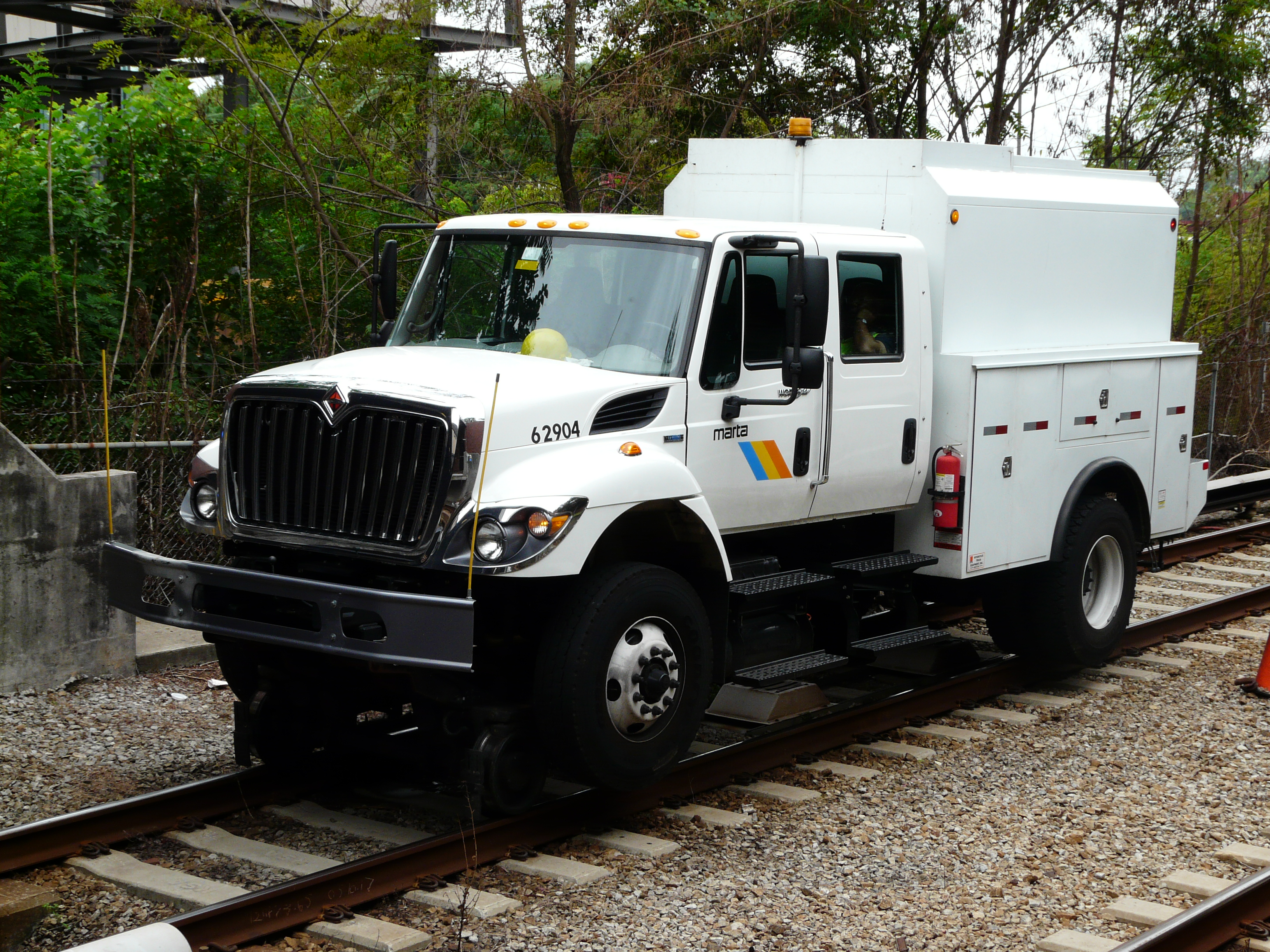
Wartungsfahrzeug der Metropolitan Atlanta Rapid Transit Authority

Das Gleisnetz von MARTA liegt wechselnd in Tunneln, ebenerdig oder auf Hochbahnviadukten, es hat eine Länge von 76,7 Kilometern mit insgesamt 38 Stationen, die jeweils der Höhenlage der Gleisebene entsprechen. Die Strecken sind ausgehend von der zentralen Umsteigestation Five Points jeweils über Buchstaben-Zahlenkombination einer Linie zugeordnet, wobei die Zahl angibt, wie viele Haltestellen die Station von der zentralen Station Five Points entfernt liegt. Five Points selbst besitzt keine Linienzuordnung. Einzelne Streckenabschnitte wurden auf den Mittelstreifen von Highways gebaut, so dass für Wohngebiete keine zusätzliche Lärmbelastung entsteht.

### Red/Gold Line (South)
- S1: Garnett
- S2: West End
- S3: Oakland City
- S4: Lakewood / Ft. McPherson
- S5: East Point
- S6: College Park
- S7: Airport

### Red Line (North)
- N1: Peachtree Center
- N2: Civic Center
- N3: North Avenue
- N4: Midtown
- N5: Arts Center
- N6: Lindbergh Center (hier zweigt die Gold Line ab)
- N7: Buckhead
- N8: Medical Center
- N9: Dunwoody
- N10: Sandy Springs
- N11: North Springs

### Gold Line (Northeast)
- NE7: Lenox
- NE8: Brookhaven / Oglethorpe University
- NE9: Chamblee
- NE10: Doraville

### Blue Line (East)
- E1: Georgia State
- E2: King Memorial
- E3: Inman Park / Reynoldstown
- E4: Edgewood / Candler Park
- E5: East Lake
- E6: Decatur
- E7: Avondale
- E8: Kensington
- E9: Indian Creek

### Blue Line (West)
- W1: Dome / GWCC / Philips Arena / CNN Center
- W2: Vine City
- W3: Ashby (hier zweigt die Green Line ab)
- W4: West Lake
- W5: H.E. Holmes

### Green Line
- P4: Bankhead

## Geschichte
1972 übernahm die MARTA das Busnetz des Atlanta Transit System, ab 1979 fuhren die ersten Züge auf der damaligen East Line (heute Blue Line). Bis zu den Olympischen Spielen in Atlanta 1996 wurde das Bahnnetz in mehreren Schritten erweitert.
- 30. Juni 1979 – Die ersten MARTA-Züge fuhren auf der East Line zwischen Avondale und Five Points. Dieses Datum stellt auch den Beginn des kombinierten Bus- und Schienenverkehrs durch MARTA dar.
- 22. Dezember 1979 – Der Betrieb auf dem zweiten Linienabschnitt (West Line) zwischen Hightower (H.E. Holmes) und Five Points wurde aufgenommen.
- September 1982 – Die Haltestellen Peachtree Center und West End auf der North Line gingen in Betrieb
- Dezember 1982 – Die Stationen Arts Center und Midtown wurden eröffnet.
- Dezember 1984 – Fünf Haltestellen wurden eröffnet: Lindbergh Center, Lenox, Brookhaven, Oakland City und Lakewood/Fort McPherson. Damit begann der Betrieb der South Line.
- August 1986 – mit der Eröffnung der Haltestelle East Point verlängerte sich die South Line um etwa drei Kilometer. Ungefähr ein Jahr danach wurde die Station Chamblee als zeitweilige Endstation der Northeast Line in Betrieb genommen.
- 18. Juni 1988 – Die Haltestelle Flughafen bildet den südlichen Endpunkt der North/Northeast-South-Linien.
- 12. Dezember 1992 – Mit Eröffnung des Bahnhofs Bankhead wurde die Proctor Creek Line in Betrieb genommen.
- 29. Dezember 1992 – Der Bahnhof Doraville wurde zur Endhaltestelle der Northeast Line.
- 26. Juni 1993 – Mit der Verlängerung der East Line über Kensington nach Indian Creek Station liegt zum ersten Mal eine Haltestelle außerhalb der Ringautobahn I-285.
- 8. Juni 1996 – MARTA verlängerte die North Line mit den Stationen Buckhead, Medical Center and Dunwoody.
- 16. Dezember 2000 – MARTA eröffnete die Bahnstationen Sandy Springs und North Springs und verlängert damit die North Line.
- Seit Oktober 2009 folgen die Linienbezeichnungen der Bahnlinien nicht mehr der geographischen Ausrichtung, sondern der Linienkennfarbe.